# Emile Abraham
Emile Magellan Abraham (nascido em 28 de abril de 1974) é um ciclista profissional de Trinidad e Tobago.
Abraham conquistou a medalha de prata na prova de estrada individual nos Jogos Pan-Americanos de 2007 no Rio de Janeiro, logo atrás de Wendy Cruz da República Dominicana.